# Дурмиторская операция
Дурмиторская операция (сербохорв. Дурмиторска операција / Durmitorska operacija) — оборонительные боевые действия частей 1-го, 2-го и 12-го корпусов НОАЮ, проводившиеся на территории Черногории, Санджака и Герцеговины в период с 12 по 26 августа 1944 года в ходе отражения немецкой наступательной операции под условным названием «Рюбецаль» (нем. Unternehmen Rübezahl), имевшей целью нанести решающий удар войскам НОАЮ в Черногории и предотвратить проникновение партизанских соединений через Лим и Дрину в Сербию. Согласно сведениям из публикации Военно-исторического института в Белграде, в операции с югославской стороны участвовали около 15 тысяч человек, в то время как силы немецких, болгарских, четнических и квислинговских формирований составляли около 45 тысяч человек.
Согласно оценке главнокомандующего силами вермахта на Юго-Востоке Европы генерал-фельдмаршала Вейхса, операция «Рюбецаль» имела «совершенно особое значение» ввиду угрозы проникновения элитных партизанских соединений на территорию Сербии. Так, Вейхс заявил 4 августа 1944 года в разговоре с командующим силами операции генералом Флепсом, что «Рюбецаль» следует рассматривать как «до сих пор самую важную операцию в борьбе на Балканах». Вместе с тем в результате действий частей НОАЮ немецкое наступление успеха не имело. 1-й, 2-й и 12-й корпуса сохранили личный состав и боеспособность для дальнейших наступательных операций в Сербии. Единственное, что удалось противнику — это вынудить 12-й корпус совершать длительные и трудные марши, что на несколько дней задержало его проникновение в Сербию.